# 辩州
辩州，唐朝时设置的州。
貞觀九年（635年）改南石州置，治所在石龙县（今广东省化州市）。下辖三县：石龙县、陵罗县（今广东省化州市那务镇）、龙化县（今广东省陆川县滩面乡）。辖境相当今广东省化州市、广西壮族自治区北流市南部地。天宝、至德间曾改为陵水郡。天祐元年（904年），朱全忠以“辩”、“汴”音近，改名勋州。五代南汉复旧名。北宋太平兴国五年（980年）改为化州。
辩州刺史
- 胡浙（元和年间）
- 乐仁厚（唐昭宗时）